# Liste der Zubringerstraßen in Almere
Die Liste der Zubringerstraßen in Almere ist eine Auflistung der Zubringerstraßen (niederländisch stadsrouten) in der niederländischen Großstadt Almere, Provinz Flevoland.
Die Zubringerstraßen werden mit einem kleinen s und einer dreistelligen Zahl, die mit einer 1 beginnt, gekennzeichnet. Sie verbinden die Siedlungsgebiete der Stadt Almere mit der Autobahn (rijksweg) A 6. Die Zubringerstraßen s 101 und s 106 bilden zusammen mit der Autobahn A 6 den Ring Almere.

## Provinzialstraßen
Die in der unteren Liste aufgeführten Zubringerstraßen s 101 und s 106 bilden zusammen die Provinzialstraße N 702. Die Zubringerstraße s 104 ist identisch mit der Provinzialstraße N 703.

## Liste
Der Straßenverlauf wird in der Regel von der Autobahn A 6 zu den Siedlungsschwerpunkten wiedergegeben.
| Nr.  | Verlauf                                                 |
| ---- | ------------------------------------------------------- |
| S101 | – Hogering – /                                          |
| S102 | – Paralleldreef – Noorderdreef – – Noorderdreef         |
| S103 | – Veluwedreef – Randstaddreef – Markerdreef –           |
| S104 | – Tussenring – – /                                      |
| S105 | – Spectrumdreef – Zenit – Evenaar – Buitenhoutsedreef – |
| S106 | – Buitenring – /                                        |

## Anbindung der Stadtteile und Stadtviertel
Die Anbindung der Stadtteile und ggf. ihrer Stadtviertel über die Zubringerstraßen wird in der folgenden Liste angegeben:
| Nr. | Stadtteil     | Stadtviertel            | Anbindung |
| --- | ------------- | ----------------------- | --- |
| 1   | Almere Haven  | alle                    | S102 |
| 2   | Almere Stad   |                         | |
| 201 | Almere Stad   | Centrum Almere Stad     | – Cinemadreef, Landdroststraat oder Spoordreef |
| 202 | Almere Stad   | Filmwijk                | – Hitchcocklaan, Jacques Tatilaan, Bunuellaan, Romy Schneiderweg, David Nivenweg oder Cinemadreef                                                             |
| 203 | Almere Stad   | Danswijk                | – Isadora Duncanweg oder Hagevoortdreef |
| 204 | Almere Stad   | Parkwijk                | – Hagevoortdreef, Pereboomweg oder Parkwijklaan |
| 205 | Almere Stad   | Verzetswijk             | – Vrijheidsdreef |
| 206 | Almere Stad   | Waterwijk               | – Karperweg bzw. – Rijnweg oder IJsselmeerweg |
| 207 | Almere Stad   | Tussen de Vaarten Noord | – Vrijheidsdreef bzw. – Vrijheidsdreef |
| 208 | Almere Stad   | Tussen de Vaarten Zuid  | – Haagevoortdreef bzw. – Haagevoortdreef oder Mondriaanweg |
| 209 | Almere Stad   | Staatsliedenwijk        | – Landdroststraat, Churchillweg oder Spoordreef |
| 210 | Almere Stad   | Kruidenwijk             | – Muziekweg – Kruidendreef oder andererseits Grasweg bzw. – Spoordreef                                                                                        |
| 211 | Almere Stad   | Stedenwijk              | – Hollandsedreef – Stedendreef oder – Muziekdreef – Stedendreef bzw. – Havendreef – Stedendreef                                                               |
| 212 | Almere Stad   | Muziekwijk Noord        | – Hollandsedreef, Contrabasweg oder Muziekdreef |
| 213 | Almere Stad   | Muziekwijk Zuid         | – Hollandsedreef – ggf. Stedendreef bzw. – Havendreef – Hollandsedreef oder Stedendreef                                                                       |
| 214 | Almere Stad   | Literatuurwijk          | – Audioweg oder Herman Gorterweg bzw. – Havendreef – ggf. Hollandsedreef                                                                                      |
| 215 | Almere Stad   | Noorderplassen          | – Boegdreef oder Noorderplassenweg bzw. – Noorderplassenweg                                                                                                   |
| 3   | Almere Buiten |                         | |
| 301 | Almere Buiten | Centrum Almere Buiten   | bzw. – Polderdreef |
| 302 | Almere Buiten | Oostvaardersbuurt       | – Atlasdreef – Kalenderweg – Laan der V.O.C. bzw. – Bosrandweg – Bosranddreef – Hanzeweg, Heeren Zeventienweg, Gouden Eeuwweg oder Laan der V.O.C.            |
| 303 | Almere Buiten | Seizoenenbuurt          | – Atlasdreef – Kalenderweg – Voorjaarstraat, Meistraat oder Novemberstraat bzw. – Bosrandweg – (Bosranddreef –) Dagenweg, Maandenweg, Jarenweg oder Eeuwenweg |
| 304 | Almere Buiten | Molenbuurt              | – Polderdreef – Molenweg oder Papiermolenweg |
| 305 | Almere Buiten | Bouwmeesterbuurt        | – Polderdreef – Bouwmeesterweg oder E.F. van den Banweg |
| 306 | Almere Buiten | Landgoederenbuurt       | – Koppeldreef – Polderdreef – Middachtenlaan, Springendallaan oder Sportlaan bzw. – Polderdreef – Sportlaan, Springendallaan oder Middachtenlaan              |
| 307 | Almere Buiten | Faunabuurt              | – Haasweg, Gladioolweg oder Giraffeweg |
| 308 | Almere Buiten | Bloemenbuurt            | – Boterbloemweg, Ranonkelpad, Zonnebloemweg, Gladioolweg und Passiebloemweg                                                                                   |
| 309 | Almere Buiten | Regenboogbuurt          | – Pastelweg, Sepiaweg, Terracoweg, Scharlakenstraat, Regenboogweg oder Paletlaan                                                                              |
| 310 | Almere Buiten | Indische Buurt          | – Palembangweg |
| 311 | Almere Buiten | Eilandenbuurt           | – Antillenweg, Hawaiiweg, Azorenweg oder Evenaar |
| 312 | Almere Buiten | Stripheldenbuurt        | – Stripheldenweg |
| 313 | Almere Buiten | Sieradenbuurt           | – Evenaar – Sieradenweg bzw. – Stripheldenweg – Weg van Het Beeldverhaal – Oostelijk Halfrond – Evenaar – Sieradenweg                                         |
| 4   | Almere Poort  | alle                    | – Elementendreef |
| 5   | Almere Hout   | alle                    | keine; stattdessen Anbindung über die Provinzialstraße N 706                                                                                                  |